# 북촌손만두
북촌손만두(北村손饅頭)는 주식회사 북촌사람들에서 운영하는 대한민국 분식 프랜차이즈 업체이다. 본점은 서울 종로구 인사동에 있으며 현재 서울을 비롯한 전국 각 지역에 직영점 및 가맹점을 두고있다. 주 메뉴는 만두와 피냉면이다. 

## 개요
함경남도 함흥 옹기마을에 있는 이창호 옹이 개업한 이씨만두에서 유래되었으며 한국 전쟁 발발로 월남하여 강원도 양양군 속초읍(현재의 강원도 속초시)으로 이전하여 맏며느리를 거쳐 3대째 이어오고 있다. 
서울특별시 종로구 인사동에 본점을 두고있으며 현재 프랜차이즈로 등록되어서 전국 각 지역에 직영점 및 가맹점을 두고있다. 

## 메뉴
- 찐만두 (명물, 전통)
- 갈비만두
- 튀김만두
- 비빔만두
- 굴림만두
- 모듬만두
- 새끼만두
- 북촌피냉면
- 북촌만둣국
- 멸치칼국수
- 북촌국시
- 북촌비빔국시
- 열무국시
- 열무냉면

## 사이트
- 북촌손만두 공식 사이트